# Ярг
Ярг (англ. Cornish Yarg, также Крапивный сыр) — полутвёрдый английский сыр, для приготовления которого используют пастеризованное коровье молоко. Производится на молочном предприятии в графстве Корнуолл в Великобритании.

## История
Некоторые историки полагают, что сыр ярг появился на территории Великобритании около 1000 лет назад. Письменный рецепт сыра датируется XIII веком, в XVI веке о нём писали в справочниках. В газете «Английская домохозяйка» (англ. The english housewife), напечатанной в XVII веке, Ярг называли одним из самых популярных сыров того времени. Название этого вида сыра произошло от фамилии Грей (англ. Gray) — если прочитать название сыра в обратном порядке, станет известна фамилия пары, возродившей в 1970 году производство крапивного сыра по средневековым рецептам, — Аллана и Дженни Грей. В XXI столетии сыр производится на территории графства Корнуолл.

## Изготовление
Сыр вымачивается в специальном рассоле. Затем створоженную массу помещают в цилиндрические формы. После прессования сыр вынимают и оборачивают листьями крапивы. Вес каждой головки сыра составляет 3 килограмма. Раньше крапивные листья использовались в качестве консерванта для предотвращения высыхания, а затем для придания сыру грибного вкуса и получения более мягкой текстуры. Благодаря крапивным листьям у сыра появляется съедобная корочка, содержащая плесень. Сыр помещают в пещеры с подходящим микроклиматом. Когда сыр созревает, листья крапивы покрываются плесенью. Использовать их для созревания сыра стали около 100 лет назад. Сыр созревает на протяжении 6—12 недель.

## Описание
Структура сыра в процессе приготовления может быть рыхлой и мягкой. Своим характерным вкусом сыр ярг обязан крапиве. Она придает ему тонкий грибной вкус. У выдержанного сыра корочка обретает чёрный цвет и содержит плесень в небольшом количестве. Сыр производится в объёме 200 тонн в год. В его составе около 45 % жира. Сыр ярг сервируют к сидру, десертному и белому вину. Употребляется с картофелем и рыбными блюдами, может применяться как начинка пирогов.

## Виды
Существует традиционный корнуэльский сыр ярг (англ. Yarg Cornish cheese), для приготовления которого головки сыра оборачиваются листьями крапивы. Недавно появилась ещё одна разновидность: крапиву изначально крошат и добавляют в сырную массу. Когда сыр дозревает, видно сразу несколько слоев плесени.